# Lista över Spaniens regeringschefer
Spaniens regeringschef (spanska: Presidente del Gobierno del Reino de España; bokstavligen översatt till svenska: President av Konungariket Spaniens regering, eller konseljpresident) brukar ofta i svenska och engelskspråkiga översättningar kallas för premiärminister.
Spaniens regering inklusive regeringschefen utses av deputeradekammaren, formellt på inrådan av monarken.
Nuvarande premiärminister är sedan 2 juni 2018 PSOE:s Pedro Sánchez. Han efterträdde den tidigare presidenten Mariano Rajoy efter att denne dagen innan förlorat ett misstroendevotum i deputeradekammaren.

## Regeringschefer (1705-1975)

### Premiärministrar
| Namn                                       | Tillträdde        | Parti                            |
| ------------------------------------------ | ----------------- | -------------------------------- |
| Francisco Martínez De La Rosa              | 15 januari 1834   |                                  |
| José María Queipo De Llano Ruiz De Saravia | 7 juni 1835       |                                  |
| Miguel Ricardo Alava Esquivel              | 14 september 1835 |                                  |
| Juan Álvarez Mendizábal                    | 25 september 1835 | (tillförordnad)                  |
| Francisco Javier Istúriz Montero           | 15 maj 1836       | (tillförordnad)                  |
| José María Calatrava                       | 14 augusti 1836   |                                  |
| Joaquín Baldomero Fernández Espartero      | 18 augusti 1837   |                                  |
| Eusebio Bardají Azara                      | 18 oktober 1837   |                                  |
| Narciso Heredia Begines                    | 16 december 1837  |                                  |
| Bernardino Fernández De Velasco            | 6 september 1838  |                                  |
| Evaristo Pérez De Castro Brito             | 9 december 1838   |                                  |
| Antonio González                           | 20 juli 1840      |                                  |
| Valentín Ferraz                            | 12 augusti 1840   |                                  |
| Modesto Cortázar                           | 29 augusti 1840   | (tillförordnad)                  |
| Vicente Sancho                             | 11 september 1840 |                                  |
| Joaquín Baldomero Fernández Espartero      | 16 september 1840 |                                  |
| Joaquín María Ferrer Cafranga              | 10 maj 1841       |                                  |
| Antonio González González                  | 20 maj 1841       |                                  |
| José Ramón Rodil Campillo                  | 17 juni 1842      |                                  |
| Joaquín María López López                  | 9 maj 1843        |                                  |
| Álvaro Gómez Becerra                       | 19 maj 1843       |                                  |
| Joaquín María López López                  | 23 juli 1843      |                                  |
| Salustiano Olózaga                         | 20 november 1843  |                                  |
| Luis González Bravo                        | 5 december 1843   |                                  |
| Ramón María Narváez Campos                 | 3 maj 1844        |                                  |
| Manuel Pando Fernández De Pinedo           | 12 februari 1846  |                                  |
| Ramón María Narváez Campos                 | 16 mars 1846      |                                  |
| Francisco Javier Istúriz Montero           | 5 april 1846      |                                  |
| Carlos Martínez De Irujo                   | 28 januari 1847   |                                  |
| Joaquín Francisco Pacheco Gutiérrez        | 28 mars 1847      |                                  |
| Florencio García Goyena                    | 12 september 1847 |                                  |
| Ramón María Narváez Campos                 | 4 oktober 1847    |                                  |
| Serafín María De Sotto                     | 19 oktober 1849   |                                  |
| Ramón María Narváez Campos                 | 20 oktober 1849   |                                  |
| Juan Bravo Murillo                         | 14 januari 1851   |                                  |
| Federico Roncali                           | 14 december 1852  |                                  |
| Francisco Lersundi Hormaechea              | 14 april 1853     |                                  |
| Luis José Sartorius Tapia                  | 19 september 1853 |                                  |
| Fernando Fernández De Cordova Valcárcel    | 17 juli 1854      |                                  |
| Ángel Saavedra Ramírez De Baquedano        | 18 juli 1854      |                                  |
| Joaquín Baldomero Fernández Espartero      | 19 juli 1854      |                                  |
| Leopoldo O'Donnell Joris                   | 14 juli 1856      |                                  |
| Ramón María Narváez Campos                 | 12 oktober 1856   |                                  |
| Francisco Armero Peñaranda                 | 15 oktober 1857   |                                  |
| Francisco Javier Istúriz Montero           | 14 januari 1858   |                                  |
| Leopoldo O'Donnell Joris                   | 30 juni 1858      |                                  |
| Manuel Pando Fernández De Pinedo           | 2 mars 1863       |                                  |
| Lorenzo Arrazola García                    | 17 januari 1864   |                                  |
| Alejandro Mon Menéndez                     | 1 mars 1864       |                                  |
| Ramón María Narváez Campos                 | 16 september 1864 |                                  |
| Leopoldo O'Donnell Joris                   | 21 juni 1865      |                                  |
| Ramón María Narváez Campos                 | 10 juli 1866      |                                  |
| Luis González Bravo                        | 23 april 1868     |                                  |
| José Gutiérrez De La Concha                | 19 september 1868 |                                  |
| Francisco Serrano Domínguez                | 3 oktober 1868    |                                  |
| Juan Prim Prats                            | 18 juni 1869      |                                  |
| Juan Bautista Topete Carballo              | 27 december 1870  | (tillförordnad)                  |
| Francisco Serrano Domínguez                | 4 januari 1871    |                                  |
| Manuel Ruiz Zorrilla                       | 24 juli 1871      |                                  |
| José Malcampo Monge                        | 5 oktober 1871    |                                  |
| Práxedes Mateo Sagasta                     | 21 december 1871  |                                  |
| Francisco Serrano Domínguez                | 26 maj 1872       |                                  |
| Manuel Ruiz Zorrilla                       | 13 juni 1872      |                                  |
| Estanislao Figueras Moragas                | 12 februari 1873  |                                  |
| Francisco Pi y Margall                     | 11 juni 1873      |                                  |
| Nicolás Salmerón Alonso                    | 18 juli 1873      |                                  |
| Emilio Castelar Ripoll                     | 7 september 1873  |                                  |
| Francisco Serrano Domínguez                | 2 januari 1874    |                                  |
| Juan Zavala De La Puente                   | 26 februari 1874  |                                  |
| Práxedes Mateo Sagasta                     | 3 september 1874  |                                  |
| Antonio Cánovas Del Castillo               | 31 december 1874  |                                  |
| Joaquín Jovellar Soler                     | 12 september 1875 |                                  |
| Antonio Cánovas Del Castillo               | 2 december 1875   |                                  |
| Arsenio Martínez-Campos Antón              | 7 mars 1879       |                                  |
| Antonio Cánovas Del Castillo               | 9 december 1879   |                                  |
| Práxedes Mateo Sagasta                     | 8 februari 1881   |                                  |
| José de Posada Herrera                     | 13 oktober 1883   |                                  |
| Antonio Cánovas Del Castillo               | 18 januari 1884   |                                  |
| Práxedes Mateo Sagasta                     | 27 november 1885  |                                  |
| Antonio Cánovas Del Castillo               | 5 juli 1890       |                                  |
| Práxedes Mateo Sagasta                     | 11 december 1892  |                                  |
| Antonio Cánovas Del Castillo               | 23 mars 1895      |                                  |
| Marcelo Azcarraga Palmero                  | 8 augusti 1897    | (tillförordnad)                  |
| Práxedes Mateo Sagasta                     | 4 oktober 1897    |                                  |
| Francisco Silvela Le Vielleuze             | 4 mars 1899       |                                  |
| Marcelo Azcarraga Palmero                  | 23 oktober 1900   |                                  |
| Práxedes Mateo Sagasta Escolar             | 6 mars 1902       |                                  |
| Francisco Silvela Le Vielleuze             | 6 december 1902   |                                  |
| Raimundo Fernández Villaverde              | 20 juli 1903      |                                  |
| Antonio Maura Montaner                     | 5 december 1903   |                                  |
| Marcelo Azcarraga Palmero                  | 16 december 1904  |                                  |
| Raimundo Fernández Villaverde              | 27 januari 1905   |                                  |
| Eugenio Montero Ríos                       | 23 juni 1905      |                                  |
| Segismundo Moret Prendergast               | 1 december 1905   |                                  |
| José López Domínguez                       | 6 juli 1906       |                                  |
| Segismundo Moret Prendergast               | 30 november 1906  |                                  |
| Antonio Aguilar Correa                     | 4 december 1906   |                                  |
| Antonio Maura Montaner                     | 25 januari 1907   |                                  |
| Segismundo Moret Prendergast               | 21 oktober 1909   |                                  |
| José Canalejas Méndez                      | 9 februari 1910   |                                  |
| Manuel García Prieto                       | 12 november 1912  | (tillförordnad)                  |
| Álvaro Figueroa Torres                     | 14 november 1912  |                                  |
| Eduardo Dato Iradier                       | 27 oktober 1913   |                                  |
| Álvaro Figueroa Torres                     | 9 december 1915   |                                  |
| Manuel García Prieto                       | 19 april 1917     |                                  |
| Eduardo Dato Iradier                       | 11 juni 1917      |                                  |
| Manuel García Prieto                       | 3 november 1917   |                                  |
| Antonio Maura Montaner                     | 22 mars 1918      |                                  |
| Manuel García Prieto                       | 9 november 1918   |                                  |
| Álvaro Figueroa Torres                     | 5 december 1918   |                                  |
| Antonio Maura Montaner                     | 15 april 1919     |                                  |
| Joaquín Sánchez de Toca Calvo              | 20 juli 1919      |                                  |
| Manuel Allendesalazar Muñoz de Salazar     | 12 december 1919  |                                  |
| Eduardo Dato Iradier                       | 5 maj 1920        |                                  |
| Gabino Bugallal Araujo                     | 8 mars 1921       | (tillförordnad)                  |
| Manuel Allendesalazar Muñoz de Salazar     | 13 mars 1921      |                                  |
| Antonio Maura Montaner                     | 12 augusti 1921   |                                  |
| José Sánchez-Guerra Martínez               | 8 mars 1922       |                                  |
| Manuel García Prieto                       | 7 december 1922   |                                  |
| Miguel Primo de Rivera Orbaneja            | 15 september 1923 |                                  |
| Dámaso Berenguer Fusté                     | 30 januari 1930   |                                  |
| Juan Bautista Aznar Cabañas                | 18 februari 1931  |                                  |
| Niceto Alcalá-Zamora Torres                | 14 april 1931     | PRC                              |
| Manuel Azaña Díaz                          | 14 oktober 1931   | AR                               |
| Alejandro Lerroux García                   | 12 september 1933 | PRR                              |
| Diego Martínez Barrio                      | 8 oktober 1933    | PRR                              |
| Alejandro Lerroux García                   | 16 december 1933  | PRR                              |
| Ricardo Samper Ibáñez                      | 28 april 1934     | PRR                              |
| Alejandro Lerroux García                   | 4 oktober 1934    | PRR                              |
| Joaquín Chapaprieta Torregrosa             | 25 september 1935 | oberoende                        |
| Manuel Portela Valladares                  | 14 december 1935  | oberoende                        |
| Manuel Azaña Díaz                          | 19 februari 1936  | IR                               |
| Augusto Barcia Trelles                     | 10 maj 1936       | IR                               |
| Santiago Casares Quiroga                   | 13 maj 1936       | IR                               |
| Diego Martínez Barrio                      | 19 juli 1936      | UR                               |
| José Giral Pereira                         | 19 juli 1936      | IR                               |
| Francisco Largo Caballero                  | 4 september 1936  | PSOE                             |
| Juan Negrín López                          | 17 maj 1937       | PSOE                             |
| Francisco Franco Bahamonde                 | 30 januari 1938   | militär; Falangistpartiet        |
| Luis Carrero Blanco                        | 8 juni 1973       | militär; Falangistpartiet        |
| Torcuato Fernández-Miranda Hevia           | 20 december 1973  | Falangistpartiet (tillförordnad) |
| Carlos Arias Navarro                       | 29 december 1973  | Falangistpartiet                 |

## Konungariket Spanien(1975-nutid)

### Premiärministrar
| Nr | Namn                          | Porträtt | Tillträdde       | Avgick           | Parti            |
| -- | ----------------------------- | -------- | ---------------- | ---------------- | ---------------- |
|    | Carlos Arias Navarro          |          | 20 november 1975 | 1 juli 1976      | Falange Española |
|    | Fernando de Santiago y Díaz   |          | 1 juli 1976      | 5 juli 1976      | Militär          |
|    | Adolfo Suárez                 |          | 5 juli 1976      | 29 januari 1981  | UCD              |
|    | Leopoldo Calvo-Sotelo Bustelo |          | 29 januari 1981  | 2 december 1982  | UCD              |
|    | Felipe González Márquez       |          | 2 december 1982  | 5 maj 1996       | PSOE             |
|    | José María Aznar López        |          | 5 maj 1996       | 17 april 2004    | Partido Popular  |
|    | José Luis Rodríguez Zapatero  |          | 17 april 2004    | 21 december 2011 | PSOE             |
|    | Mariano Rajoy                 |          | 21 december 2011 | 1 juni 2018      | Partido Popular  |
|    | Pedro Sánchez                 |          | 2 juni 2018      | Nuvarande        | PSOE             |